# 達交率
達交率（英語：Order Fill Rate，簡稱OFR），泛指在採購行為中，商品於合約約定的預定到貨日當天以前，實際的到貨數量與訂貨數量的比例。
提高達交率，有助於提高客戶的忠誠度。

## 計算公式
- 訂單達交率 = 顧客訂單準時送達數 ÷ 顧客訂單的總數 × 100%

## 提高達交率的方法
- 改善製程效率

例如：
1. 生產系統的自動化
2. 等候時間分配派工法則（Waiting Time Allocation, Hitrate-based Dispatching Method）

- 其他相關
  - 標準作業程序（SOP）
  - 供貨商管理庫存系統（VMI）
  - 協同規劃、預測與補貨（CPFR）
  - 倉庫管理系統（WMS）

## 外部連結
- "Order Fill Rate" - 搜索 Google 圖書
- "達交率" - 搜索 Google 圖書